# Bredselet (Sorsele socken, Lappland)
Bredselet är en sjö i Sorsele kommun i Lappland och ingår i Umeälvens huvudavrinningsområde. Sjön har en area på 2,98 kvadratkilometer och ligger 338,3 meter över havet. Sjön avvattnas av vattendraget Juktån.

## Delavrinningsområde
Bredselet ingår i det delavrinningsområde (723963-158302) som SMHI kallar för Utloppet av Bredselet. Medelhöjden är 362 meter över havet och ytan är 18,81 kvadratkilometer. Räknas de 90 avrinningsområdena uppströms in blir den ackumulerade arean 1 823,53 kvadratkilometer. Juktån som avvattnar avrinningsområdet har biflödesordning 2, vilket innebär att vattnet flödar genom totalt 2 vattendrag innan det når havet efter 257 kilometer. Avrinningsområdet består mestadels av skog (62 procent) och sankmarker (16 procent). Avrinningsområdet har 3,33 kvadratkilometer vattenytor vilket ger det en sjöprocent på 17,7 procent.